# Маккаби (футбольный клуб, Москва, 2003)
«Маккаби» — российский любительский футбольный клуб из Москвы. В 2005—2009 годах выступал в первенстве России среди ЛФК, московская зона. Был основан в феврале 2003 года, инициатором создания клуба стал бизнесмен, вице-президент еврейской общины Москвы Павел Фельдблюм. В 2004 году команда выиграла чемпионат Межнациональной футбольной лиги, в котором принимают участие команды, представляющие национальные диаспоры и общины Москвы. В финале был побежден «Арарат» со счетом 5:4.
В 2005 году на базе клуба «Серп и Молот» появилась команда «Маккаби», участвующая в первенстве России по футболу среди любительских футбольных клубов. В 2007 году клуб принял участие в Кубке России.

## История
ФК «Маккаби» Москва был основан в феврале 2003 года. Инициатором создания выступил бизнесмен Павел Фельдблюм. В состав руководства команды вошли также чрезвычайный и полномочный посол Израиля в России Аркадий Мильман, теле- и радиоведущий Владимир Соловьев, олимпийский чемпион, фигурист Илья Авербух и другие.
Первые тренировки проходили на Большой спортивной арене Лужников. Руководство тренировочным процессом взял на себя спартаковец Геннадий Логофет. В начале 2004 года «Маккаби» принял участие в своем первом официальном турнире — Кубке Старко и получил первую в своей истории награду — «Приз зрительских симпатий». Впоследствии участие, как в Кубке Старко, так и во многих других соревнованиях и товарищеских матчах стало регулярным. В этом же году «Маккаби» принял участие в чемпионате Межнациональной футбольной лиги и завоевал чемпионский титул.
В том же году в канун праздник Хануки ФК «Маккаби» провел Кубок по мини-футболу среди еврейских школ Москвы. В церемонии открытия соревнований принял участие делегат от Всемирного союза Маккаби, который привез символический огонь, зажженный на могиле братьев Маккавеев.
В 2005 году наряду с любительской командой появилась команда «Маккаби», участвующая в первенстве России по футболу среди ЛФК (ЛФЛ). Команда завоевала звание вице-чемпиона в своей группе. Любительская команда помимо участия в чемпионате, Кубке и Суперкубке Межнациональной футбольной лиги, приняла участие в Кубке по мини-футболу имени братьев Старостиных, где заняла первое место.

## Результаты выступлений
- 2005 — 2-е место в дивизионе «Б» Москвы Первенства ЛФЛ
- 2006 — 9-е место в дивизионе «А» Москвы Первенства ЛФЛ, финал Кубка Москвы среди ЛФК
- 2007 — 6-е место в дивизионе «А» Москвы Первенства ЛФЛ, 1/2 финала Кубка Москвы среди ЛФК, 1/512 финала Кубка России
- 2008 — 11-е место в дивизионе «А» Москвы Первенства ЛФЛ, 1/16 финала Кубка Москвы среди ЛФК
- 2009 — 17-е место в дивизионе «А» Москвы Первенства ЛФЛ, 1/4 финала Кубка Москвы среди ЛФК